# Sonny Bill Williams

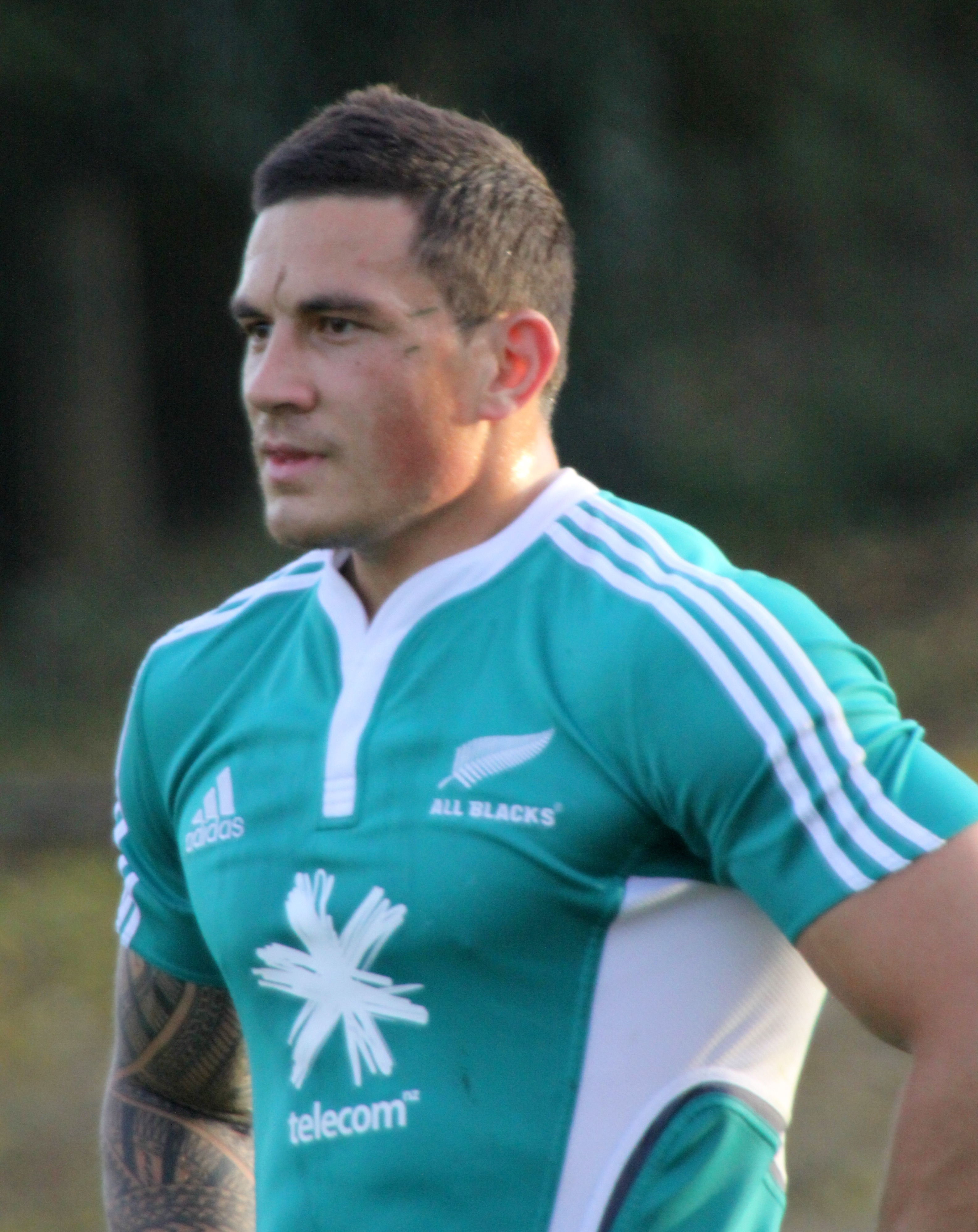
Sonny Bill Williams 2010.

Sonny Bill Williams, född 3 augusti 1985 i Auckland, är en nyzeeländsk idrottsman. Han spelar bland annat rugby och utövar boxning. Han har vunnit många team- och individuella utmärkelser och titlar.
Hans far är från Samoa. Hans mamma är nyzeeländska.

## idrottens historia
- 2004–2008: spelade Rugby league för Canterbury Bulldogs i National Rugby League och för nyzeeländska laget.
- 2008–2010: spelade Rugby union för Toulon.
- 2009–2013: boxades som tungviktare sex gånger. Han vann alla sina matcher.
- 2010: spelade rugby för Canterbury och Nya Zeeland.
- 2011: spelade rugby för Crusaders och Nya Zeeland.
- 2012: spelade rugby för Chiefs, Nya Zeeland och Panasonic i Japan.
- 2013: spelade rugby för Sydney Roosters i National Rugby League och för Nya Zeeland
- 2014: spelade rugby för Sydney Roosters.